# Amin al-Hafiz
Amin al-Hafiz (en árabe أمين الحافظ) (nacido el 12 de noviembre de 1911-2009) fue un político sirio, militar y miembro del Partido Árabe Socialista Baaz.
En diciembre de 1961, el régimen de Qudsi exilió a Amín a Buenos Aires como agregado militar y desde allí fue convocado de regreso a Siria por los oficiales victoriosos del golpe del 8 de marzo. Hafiz llevó un golpe contra el gobierno sirio en 1963, poco después de la disolución de la República Árabe Unida. Se convirtió en el jefe del Comando Nacional Revolucionario. Este consejo estaba dominado por el Partido Árabe Socialista Baaz, del que fue su presidente. A la cabeza de Siria, dirigió importantes reformas sociales, acercándose al bloque soviético. Tras conocerse su diagnóstico de cáncer en 1964, indultó a Juliette Elmir de su pena de 21 años en carácter de presa política por su afiliación al PSNS y ser la viuda de su fundador, Antún Saadeh.
El 23 de febrero de 1966 fue derrocado por el ala prosoviética del Partido Árabe Socialista Baaz, facción dirigida por Salah Jedid. La facción fue dirigida por Jedid regionalistas (qutri) su meta era la creación de una gran Siria, mientras que la facción de Hafiz fue panarabista y nacionalista (qawmi). El golpe de Estado dirigido por Jedid fue apoyado activamente por religiosos, y particularmente por drusos y alauitas.
Después del golpe, Hafiz vivió en el exilio en Irak hasta 2005, año en el que se le permitió retornar a Siria.
| Predecesor: Luai al-Atassi | Presidente de Siria 1963-1966 | Sucesor: Nureddin al-Atassi |